# Награды Липецкой области
Награды Липецкой области — награды субъекта Российской Федерации учреждённые Администрацией Липецкой области согласно Законодательных актов о наградах Липецкой области».
Наградами области являются:
- высшая награда — почётное звание «Почётный гражданин Липецкой области»;
- почётные звания Липецкой области;
- знаки отличия Липецкой области;
- почётные знаки Липецкой области»;
- грамоты и благодарности Липецкой области»;
- медали Липецкой области;
- юбилейные медали Липецкой области.

Награды предназначены для поощрения работников учреждений, организаций и предприятий Липецкой области, военнослужащих, сотрудников силовых ведомств, а также иных граждан Российской Федерации и граждан иностранных государств, за заслуги перед Липецкой областью.

## Перечень наград

### Высшие награды
| Изображение награды | Наименование награды                                                                                             | Дата учреждения      | Правила награждения | Источник |
|                     | Почётное звание «Почётный гражданин Липецкой области» ––– (Нагрудный знак «Почётный гражданин Липецкой области») | 21 августа 2003 года | Почётное звание «Почётный гражданин Липецкой области» является высшей наградой Липецкой области и присваивается за исключительные заслуги перед Липецкой областью и её жителями, способствующие её развитию, повышению авторитета в Российской Федерации и за рубежом. | Постановление Липецкого областного Совета депутатов от 21 августа 2003 года №310-пс «Об учреждении почётного звания «Почётный гражданин Липецкой области» ––– |

### Почётные звания
| Изображение награды | Наименование награды | Дата учреждения       | Правила награждения | Источник |
|                     | Звание «Ветеран труда Липецкой области» ––– (Нагрудный знак «Ветеран труда Липецкой области»)                                                                                | 25 сентября 2014 года | Звание «Ветеран труда Липецкой области» присваивается гражданам Липецкой области, которые имеют трудовой стаж не менее 45 лет для мужчин и не менее 40 лет для женщин и проработали в Липецкой области не менее 20 лет. В трудовой биографии претендентов должны быть областные награды, в том числе знаки отличия советского периода. | Постановление Липецкого областного Совета депутатов от 25.09.2014 № 893-пс "Об учреждении звания «Ветеран труда Липецкой области»                                    |
|                     | Почётное звание «Заслуженный работник культуры Липецкой области» ––– (Нагрудный знак «Заслуженный работник культуры Липецкой области»)                                       | 25 сентября 2014 года | Почётное звание «Заслуженный работник культуры Липецкой области» учреждено в целях популяризации и повышения роли культуры и является формой морального поощрения работников сферы культуры и искусства, осуществляющих свою профессиональную деятельность на территории Липецкой области. Почётное звание присваивается гражданам, работающим в сфере культуры и искусства, за высокие достижения и вклад в развитие культуры и искусства области и имеющим стаж профессиональной деятельности в сфере культуры и искусства на территории области не менее 10 лет. Почётное звание присваивается ежегодно не более чем десяти лицам. | Постановление Липецкого областного Совета депутатов от 25.09.2014 № 912-пс "Об учреждении почётного звания «Заслуженный работник культуры Липецкой области»"         |
|                     | Почётное звание «Заслуженный работник образования Липецкой области» ––– (Нагрудный знак «Заслуженный работник образования Липецкой области»)                                 | 4 июня 2015 года      | Почётное звание «Заслуженный работник образования Липецкой области» учреждено в целях повышения престижа работников сферы образования, популяризации и повышения роли образования и является формой морального поощрения работников сферы образования, осуществляющих свою профессиональную деятельность на территории Липецкой области. Почётное звание присваивается гражданам, работающим в сфере образования за высокие достижения и вклад в развитие образования области и имеющим стаж профессиональной деятельности в сфере образования на территории области не менее 15 лет. Почётное звание присваивается ежегодно не более чем тридцати лицам. | Постановление Липецкого областного Совета депутатов от 04.06.2015 "Об учреждении почётного звания «Заслуженный работник образования Липецкой области»"               |
|                     | Почётное звание «Заслуженный работник средств массовой информации Липецкой области» ––– (Нагрудный знак «Заслуженный работник средств массовой информации Липецкой области») | 1 августа 2019 года   | Почётное звание «Заслуженный работник средств массовой информации Липецкой области» учреждается в целях повышения престижа профессий работников, занятых в сфере средств массовой информации, и является формой морального поощрения работников сферы средств массовой информации, осуществляющих свою профессиональную деятельность на территории Липецкой области. Почётное звание присваивается гражданам, работающим в средствах массовой информации, внесшим значительный вклад в развитие периодических печатных изданий, сетевых изданий, телеканалов, радиоканалов, телепрограмм, радиопрограмм, видеопрограмм, кинохроникальных программ и иных форм периодического распространения массовой информации под постоянным наименованием (названием), поднимающим наиболее важные проблемы социально-экономической и культурной жизни области и имеющим стаж профессиональной деятельности в средствах массовой информации на территории области не менее 15 лет. Почётное звание присваивается ежегодно не более чем трём лицам. | Постановление Липецкого областного Совета депутатов от 01.08.2019 Об учреждении почетного звания "Заслуженный работник средств массовой информации Липецкой области" |

### Знаки
| Изображение награды | Наименование награды                                                            | Дата учреждения      | Правила награждения | Источник |
|                     | Знак отличия «За заслуги перед Липецкой областью»                               | 18 ноября 2004 года  | Знаком отличия «За заслуги перед Липецкой областью» награждаются граждане Российской Федерации за заслуги перед областью в сфере общественной и государственной деятельности, внесшие выдающийся вклад в развитие производства, социальной сферы, благотворительную и иную деятельность, способствующую прогрессивному развитию области, росту благосостояния её населения, повышению роли и авторитета области в России и за рубежом. Знаком отличия могут быть награждены граждане, проявившие особое мужество и героизм при выполнении служебного долга, своими действиями спасшие жизни людей. | Постановление Липецкого областного Совета депутатов от 18 ноября 2004 года №640-пс «Об учреждении знака отличия «За заслуги перед Липецкой областью» –––          |
|                     | Почётный знак «Доброволец Липецкой области»                                     | 25 ноября 2010 года  | Почётным знаком «Доброволец Липецкой области» награждаются граждане Российской Федерации жители Липецкой области, активно участвующие в развитии добровольческого движения на территории региона. Ежегодно вручается не более пяти знаков. | Постановление Липецкого областного Совета депутатов от 25 ноября 2010 года №1492-пс «Об учреждении почётного знака Липецкой области «Доброволец Липецкой области» |
|                     | Почётный знак управления физической культуры, спорта и туризма Липецкой области | 2007 год             | «Почётный знак управления физической культуры, спорта и туризма Липецкой области» был утвержден в 2007 году, для награждения специалистов, посвятивших свою жизнь развитию массовой физической культуры и спорта. Ежегодно знаком награждаются не более пяти человек. | Положение о почётном знаке управления физической культуры, спорта и туризма Липецкой области                                                                      |
|                     | Почётный знак «За верность отцовскому долгу»                                    | 1 февраля 2007 года  | Почётный знак Липецкой области «За верность отцовскому долгу» учреждён в целях повышения роли отца в воспитании детей. Ежегодно вручается до 25 Почётных знаков. Лица, удостоенные Почётного знака, получают единовременную премию. Размер премии составляет 10000 рублей. Почётным знаком награждаются отцы, наилучшим образом осуществляющие воспитание своих детей, укрепляющие семейные традиции, создавшие условия для духовного и физического развития детей, ведущие здоровый образ жизни и являющиеся примером успешного отцовства для окружающих, что подтверждается хорошей и отличной успеваемостью детей по учебным предметам, отсутствием дисциплинарных нарушений, постоянным активным участием и совместными успехами отцов и детей в различных видах общественно значимой деятельности (трудовой, культурной, спортивной и иной деятельности). Лица, награждённые Почётным знаком, не могут выдвигаться повторно. Почётный знак не присуждается посмертно. | Постановление Липецкого областного Совета депутатов от 1 февраля 2007 года №134-пс «Об учреждении Почётного знака Липецкой области «За верность отцовскому долгу» |
|                     | Почётный знак «Слава Матери»                                                    | 23 ноября 2000 года  | Почётный знак Липецкой области «Слава Матери» учреждён в целях повышения общественного статуса женщины-матери и является формой морального и материального поощрения. Почётным знаком награждаются женщины-матери, родившие и воспитавшие достойных граждан, внесших большой вклад в социально-экономическое развитие области, Российской Федерации (отличники производства, победители, лауреаты и дипломанты международных, российских, региональных фестивалей, олимпиад, выставок, соревнований, за другие достижения). Лица, награждённые Почётным знаком «Слава Матери», не могут выдвигаться повторно. Почётным знаком не награждаются посмертно. Ежегодно вручается 25 почётных знаков «Слава Матери». Награждённым Почётным знаком также вручается единовременная денежная премия. | Постановление Липецкого областного Совета депутатов от 23 ноября 2000 года №545-пс «Об учреждении Почётного знака Липецкой области "Слава Матери"»                |
|                     | Знак отличия «Почётный наставник»                                               | 20 декабря 2020 года | Знаком отличия Правительства Липецкой области "Почётный наставник" награждаются лучшие наставники рабочих, специалистов и служащих из числа работников промышленности и сельского хозяйства, транспорта, связи, иных видов экономической деятельности, инженерно- технических работников, государственных и муниципальных служащих (далее - служащий), учителей, преподавателей и других работников образовательных организаций, врачей и других работников медицинских и фармацевтических организаций, работников культуры и деятелей искусства, работников сферы строительства и жилищно-коммунального хозяйства, архитектуры и градостроительства за заслуги: - в содействии рабочим, специалистам и служащим в успешном овладении ими профессиональными знаниями, навыками и умениями в их профессиональном становлении; - в оказании помощи рабочим, специалистам и служащим в адаптации к условиям осуществления трудовой (служебной) деятельности, в совершенствовании форм и методов работы; - приобретении рабочими, специалистами и служащими опыта работы по специальности, формировании у них практических знаний и навыков; - в проведении работы по воспитанию рабочих, специалистов и служащих, повышению их общественной активности и формированию гражданской позиции. | Постановление администрации Липецкой области «Об учреждении знака отличия администрации Липецкой области «Почётный наставник»                                     |
|                     | Почётный знак «За безупречную службу»                                           | 10 апреля 2023 года  | Почётный знак будут вручать лицам, замещающим или замещавшим государственные должности Липецкой области, должности государственной гражданской или муниципальной службы — за многолетнюю безупречную службу, а также вклад в обеспечение полномочий госорганов. Кандидатуры к награждению должны соответствовать следующим требованиям: - наличие стажа государственной гражданской или муниципальной службы не менее 10 лет; - наличие наград и поощрений, учрежденных Липецким областным Советом депутатов, главой администрации области, администрацией региона, органами местного самоуправления региона; - отсутствие дисциплинарных высказываний. | Постановление Правительства Липецкой области «Об учреждении Почётного знака «За безупречную службу»                                                               |
|                     | Почётный знак «Во славу земли Липецкой»                                         | 3 июля 2023 года     | Почётный знак вручается гражданам (иностранцам) внёсшим большой вклад в развитие экономики, производства, науки, техники, культуры, искусства, образования, охраны здоровья и обеспечения экологической безопасности, законности, правопорядка и общественной безопасности, государственного и муниципального управления, за осуществление благотворительной и иной деятельности, способствующей процветанию Липецкой области. Кандидатуры к награждению должны соответствовать следующим требованиям: - наличие стажа трудовой деятельности в Липецкой области не менее 5 лет; - наличие наград и поощрений, учрежденных Липецким областным Советом депутатов, главой администрации области, администрацией региона, органами местного самоуправления региона; - отсутствие неснятого дисциплинарного высказывания. | Постановление Правительства Липецкой области «Об учреждении Почётного знака Правительства Липецкой области «Во славу земли Липецкой» от 03.07.2023 № 339          |

### Грамоты и благодарности
| Изображение награды | Наименование награды                                                                | Дата учреждения  | Правила награждения | Источник |
|                     | Почётная грамота главы администрации Липецкой области ––– (Знак к Почётной грамоте) | 31 мая 2013 года | Почётная грамота главы администрации Липецкой области вручается гражданам Российской Федерации, иностранным гражданам, коллективам любой формы собственности за многолетний добросовестный труд и большой вклад в экономическое, культурное и общественное развитие региона. Вместе с грамотой вручается нагрудный знак. | Постановление главы администрации Липецкой области от 31 мая 2013 года №257 «Об учреждении Почётной грамоты главы администрации Липецкой области и Благодарности главы администрации Липецкой области» |
|                     | Благодарность главы администрации Липецкой области                                  | 31 мая 2013 года | Благодарность главы администрации Липецкой области может быть объявлена как россиянам, так и иностранным гражданам, трудовым коллективам любой формы собственности за конкретные достижения в области промышленности, сельского хозяйства, строительства, на транспорте, в науке, образовании, здравоохранении, культуре и в других областях трудовой и общественной деятельности, а также за укрепление законности и правопорядка, обеспечение общественной безопасности. | Постановление главы администрации Липецкой области от 31 мая 2013 года №257 «Об учреждении Почётной грамоты главы администрации Липецкой области и Благодарности главы администрации Липецкой области» |

### Медали
| Изображение награды | Наименование награды                              | Дата учреждения      | Правила награждения | Источник |
|                     | Медаль «За заслуги в области гражданской обороны» | 30 августа 2022 года | Медалью «За заслуги в области гражданской обороны» награждаются граждане за значительный вклад в организацию и проведение региональных мероприятий по подготовке к защите и по защите населения, материальных и культурных ценностей от опасностей, возникающих при военных конфликтах, а также при чрезвычайных ситуациях природного и техногенного характера. Граждане представленные к награждению медалью, должны соответствовать следующим требованиям: - наличие общего стажа работы (службы) не менее 5 лет; - отсутствие неснятого дисциплинарного взыскания. Ежегодно медалью награждаются не более 5 человек. Выдвинуть кандидата на получение медали может ГУ МЧС по Липецкой области, органы исполнительной, государственной и муниципальной власти, а также руководители организаций сферы гражданской обороны. | Указ губернатора Липецкой области от 30 августа 2022 года № 17 «Об учреждении медали губернатора Липецкой области "За заслуги в области гражданской обороны"» |

### Юбилейные медали
| Изображение награды | Наименование награды                                                                                 | Дата учреждения     | Правила награждения | Источник |
|                     | Юбилейная медаль «Во Славу Липецкой области» в связи с 60-летием со дня образования Липецкой области | 30 мая 2013 года    | Юбилейная медаль «Во славу Липецкой области» учреждённая в ознаменование 60-летия со дня образования Липецкой области являлась формой морального поощрения граждан, принявших активное участие в социальной жизни, общественной деятельности и внёсших большой вклад в развитие экономики и рост авторитета Липецкой области. Выдвижение кандидатов для награждения юбилейной медалью осуществлялось органами государственными власти Липецкой области, государственными органами Липецкой области, исполнительными органами государственной власти Липецкой области, органами местного самоуправления, общественными организациями и трудовыми коллективами.  | Постановление Липецкого областного Совета депутатов от 30 мая 2013 года №473-пс (Проект) «Об учреждении юбилейной медали «Во Славу Липецкой области» –––                                                  |
|                     | Юбилейная медаль «Во Славу Липецкой области» в связи с 65-летием со дня образования Липецкой области | 16 июля 2018 года   | Юбилейная медаль «Во Славу Липецкой области» является формой морального поощрения граждан, принявших активное участие в социальной жизни, общественной деятельности и внёсших большой вклад в развитие экономики и рост авторитета Липецкой области, и учреждена в ознаменование 65-летия со дня образования Липецкой области. Выдвижение кандидатов для награждения юбилейной медалью осуществляется органами государственными власти Липецкой области, государственными органами Липецкой области, исполнительными органами государственной власти Липецкой области, органами местного самоуправления, общественными организациями и трудовыми коллективами. | Постановление Липецкого областного Совета депутатов от 16 июля 2018 года №589-пс «Об учреждении юбилейной медали "Во славу Липецкой области" в связи с 65-летием со дня образования Липецкой области» ––– |
|                     | Юбилейная медаль «70 лет Липецкой области»                                                           | 25 апреля 2023 года | Юбилейная медаль «70 лет Липецкой области» вручается тем, кто принимал активное участие в социальной и общественной деятельности региона, а также внёс вклад в развитие экономики и рост авторитета Липецкой области. Выдвижение кандидатов для награждения юбилейной медалью осуществляется органами государственными власти Липецкой области, государственными органами Липецкой области, исполнительными органами государственной власти Липецкой области, органами местного самоуправления, общественными организациями и трудовыми коллективами. | Юбилейная медаль в честь 70-летия Липецкой области учреждена в регионе |

## Награды города Липецка
Награды города Липецка — награды используемые (наряду с наградами Липецкой области) для награждения жителей областного центра — города Липецка.
Награды учреждаются Решениями Липецкого городского Совета депутатов и утверждаются Главой администрации города Липецка.
Городские награды являются формой поощрения граждан и организаций за заслуги в экономике, совершенствовании системы городского самоуправления, жилищно-коммунального хозяйства, науке, культуре, спорте, искусстве, военной службе и за иные заслуги перед городом Липецком.
| Изображение награды                           | Наименование награды                                                                                | Дата учреждения      | Правила награждения | Источник |
| --------------------------------------------- | --------------------------------------------------------------------------------------------------- | -------------------- | --- | --- |
| Знак образца 2003 года Знак образца 2021 года | Звание «Почётный гражданин города Липецка» --- (Нагрудный знак «Почётный гражданин города Липецка») | 22 декабря 1994 года | Звание «Почётный гражданин города Липецка» присваивается при жизни: - жителям города Липецка, прославившим город и страну своим трудовым или героическим подвигом, обладающим высокими моральными и нравственными качествами; - гражданам России и других государств, которые своей деятельностью внесли особый вклад в развитие города и укрепление дружественных связей с жителями города Липецка. Звание присваивается решением городского Совета депутатов один раз в год в канун «Дня города» и не более чем двум кандидатам, по ходатайству трудовых коллективов предприятий, общественных, государственных организаций и органов местного самоуправления. Почётному гражданину города Липецка вручаются: - нагрудный знак «Почётный гражданин города Липецка»; - диплом «Почётный гражданин города Липецка»; - удостоверение «Почётный гражданин города Липецка»; - единовременное денежное вознаграждение. Сведения о лице, удостоенном звания «Почётный гражданин города Липецка», заносятся в Книгу Почётных граждан города Липецка, которая хранится в Липецком городском Совете депутатов. | Решение Липецкого городского Собрания представителей от 22 декабря 1994 года № 37 "О положении о звании «Почётный гражданин города Липецка» --- Изменения и дополнения от 25 марта 2003 года --- Изменения и дополнения от 30 марта 2021 года       |
|                                               | Знак отличия «За заслуги перед городом Липецком»                                                    | 6 апреля 2004 года   | Знаком отличия «За заслуги перед городом Липецком» награждаются отдельные граждане, руководители предприятий, учреждений и организаций независимо от форм собственности за особо выдающиеся заслуги и значительный вклад в развитие города, достижения в производственной, социально-культурной, общественной и благотворительной деятельности. Одновременно со знаком «За заслуги перед городом Липецком» вручается денежное вознаграждение за счет средств городского бюджета. | Решение Липецкого городского Совета депутатов от 6 апреля 2004 года № 441 "О проекте Положения «О Знаке отличия „За заслуги перед городом Липецком“, Памятном знаке „За заслуги перед городом Липецком“, Почётной грамоте, Благодарственном письме» |
|                                               | Памятный знак «За заслуги перед городом Липецком»                                                   | 6 апреля 2004 года   | Памятный знак «За заслуги перед городом Липецком» вручается в особых случаях (юбилеи, торжественные события, городские праздники). Им награждаются коллективы предприятий, учреждений и организаций независимо от форм собственности за конкретный вклад и существенную помощь в реализации программ социально-экономического и культурного развития, благотворительную деятельность. | Решение Липецкого городского Совета депутатов от 6 апреля 2004 года № 441 "О проекте Положения «О Знаке отличия „За заслуги перед городом Липецком“, Памятном знаке „За заслуги перед городом Липецком“, Почётной грамоте, Благодарственном письме» |
|                                               | Памятный знак «Липецк – город мастеров»                                                             | 13 февраля 2007 года | Памятный знак «Липецк — город мастеров» учреждён в целях повышения престижа высококвалифицированного труда работников массовых профессий, пропаганды новаторской деятельности и передового опыта, самореализации работников, решения социальных и иных социально — значимых задач города Липецка. Памятным знаком «Липецк — город мастеров» администрации города Липецка и Липецкого городского Совета депутатов награждаются граждане города: - занесенные на Доску почёта «Трудовая слава города Липецка»; - победители городских конкурсов профессионального мастерства, а также работники, признанные лучшими в своей отрасли; - достигшие высокого профессионального мастерства и внесшие заметный личный вклад в решение экономических, социальных и иных общественно — значимых задач города. | Решение Липецкого городского Совета депутатов от 13 февраля 2007 года № 523 "О Положении "О Памятном знаке «Липецк — город мастеров» --- |
|                                               | Памятная медаль Митрофана Клюева                                                                    | 2 марта 2010 года    | Памятная медаль Митрофана Клюева является формой поощрения граждан за заслуги в решении стратегических задач социально-экономического развития города Липецка, за большой личный вклад в развитие институтов гражданского общества в городе Липецке и за активную благотворительную деятельность. Медаль является официальной муниципальной наградой города Липецка и вручается в торжественной обстановке. | Решение Липецкого городского Совета депутатов от 2 марта 2010 года № 1233 "О Положении «О Памятной медали Митрофана Клюева» --- |
|                                               | Почётный нагрудный знак «За вклад в благоустройство города Липецка»                                 | *                    | Почётный нагрудный знак относится к муниципальным наградам города Липецка и является формой поощрения и материального стимулирования граждан за получившие признание в Липецке выдающиеся заслуги перед Липецком и его жителями в деятельности, направленной на развитие благоустройства территории города Липецка. Почётным нагрудным знаком награждаются граждане, соответствующие следующим критериям и показателям: - наличие гражданства Российской Федерации или иностранного государства; - граждане должны лично реализовывать мероприятия в сфере благоустройства на территории города Липецка в течение года, предшествующего дате подачи ходатайства о награждении почётным нагрудным знаком. Результаты деятельности граждан в сфере благоустройства на территории города Липецка должны соответствовать критериям и показателям, утвержденным Комитетом по благоустройству города Липецка. | Положение о почётных нагрудных знаках города Липецка |
|                                               | Почётный нагрудный знак «За заслуги в области образования»                                          | *                    | Почётный нагрудный знак относится к муниципальным наградам города Липецка и является формой поощрения и материального стимулирования граждан за заслуги и достижения в области образования. Знаком награждаются жители города Липецка в качестве признания их заслуг перед городом Липецком: - за общепризнанные, широко известные и реализованные в городе Липецке проекты по вопросам обучения и воспитания детей; - за значительные достижения в области управления муниципальными образовательными учреждениями города Липецка и эффективную организацию учебно-воспитательной деятельности; - за личный вклад в развитие и укрепление учебно-материальной базы муниципальных образовательных учреждений города Липецка; - за высокое профессиональное мастерство и многолетний добросовестный труд в области образования. | Положение о почётных нагрудных знаках города Липецка |
|                                               | Памятный знак «110 лет М. В. Водопьянову»                                                           | 2009 год             | Памятным знаком «110 лет М. В. Водопьянову» награждались граждане Российской Федерации, преимущественно жители города Липецка, за активное участие в военно-патриотическом воспитании граждан, личный большой вклад в поддержание боевой готовности, в увековечивание памяти воинов-липчан, в развитие авиации и космонавтики. | Решение Липецкого городского Совета депутатов от 2009 года |

## Награды города Ельца
Награды города Ельца — награды второго по величине города Липецкой области — города Ельца.
Награды учреждаются Решениями Совета депутатов городского округа город Елец и утверждаются Главой городского округа город Елец.
Городские награды являются формой поощрения граждан и организаций за заслуги в экономике, совершенствовании системы городского самоуправления, жилищно-коммунального хозяйства, науке, культуре, спорте, искусстве, военной службе и за иные заслуги перед городом Ельцом.
| Изображение награды | Наименование награды                                                                            | Дата учреждения     | Правила награждения | Источник |
| ------------------- | ----------------------------------------------------------------------------------------------- | ------------------- | --- | --- |
|                     | Звание «Почётный гражданин города Ельца» --- (Нагрудный знак «Почётный гражданин города Ельца») | 1971 год            | Звание «Почётный гражданин города Ельца» присваивается гражданам Российской Федерации, проживающим или проживавшим ранее в городе Ельце: - внёсшим большой общественно значимый вклад в социально-экономическое развитие города, повышение роли и авторитета города в России и за рубежом; - совершившим подвиг, проявившим мужество, смелость и отвагу, своими действиями спасшим жизни людей. Звание Почётный гражданин не может быть присвоено: - повторно одному и тому же лицу; - посмертно, за исключением предусмотренных законом случаев; - лицам, замещающим муниципальные должности, в период исполнения ими своих полномочий; - лицам, замещающим должности муниципальной службы, в период работы в данной должности. Звание Почётный гражданин присваивается ежегодно не более чем двум кандидатам. В связи с юбилейными датами города городской Совет вправе принять решение о присвоении звания Почётный гражданин не более чем четырём кандидатам.                                       | Решение Совета депутатов городского округа Елец Липецкой области от 25 декабря 2018 года № 122 О Положении о присвоении звания «Почётный гражданин города Ельца» |
|                     | Почётный знак «За заслуги перед городом Ельцом»                                                 | 14 апреля 2017 года | Почётный знак «За заслуги перед городом Ельцом» является формой поощрения и общественного признания заслуг граждан Российской Федерации, осуществляющих (осуществлявших) трудовую или общественную деятельность на территории городского округа город Елец, перед городским округом город Елец и его жителями. Почётным знаком «За заслуги перед городом Ельцом» награждаются граждане: - за высокие достижения в области экономики, в науке, культуре, искусстве, спорте, в сфере образования и охраны здоровья жителей города Ельца, в благотворительной деятельности, в социальном, духовном и нравственном воспитании и просвещении, а также в иных сферах деятельности, направленной на развитие и процветание города Ельца; - за заслуги, способствующие развитию местного самоуправления, взаимовыгодного сотрудничества города Ельца с субъектами Российской Федерации, дружественных отношений с иностранными государствами. Награждение Почётным знаком не производится повторно и посмертно. | Решение Совета депутатов городского округа Елец Липецкой области от 14 апреля 2017 года № 440 О Положении о Почётном знаке «За заслуги перед городом Ельцом»     |
|                     | Орденской знак «Елец - город воинской славы»                                                    | 22 мая 2018 года    | Орденский знак «Елец - город воинской славы» является формой морального поощрения и общественного признания заслуг граждан Российской Федерации, осуществляющих свою трудовую или общественную деятельность на территории городского округа город Елец или иных муниципальных образований, перед городским округом город Елец и его жителями. Орденским знаком награждаются лица: - осуществляющие деятельность, способствующую патриотическому воспитанию населения и сохранению исторического наследия города Ельца; - внесшие значительный вклад в укрепление отношений между городами воинской славы; - проявившие стойкость, мужество и героизм при исполнении ими воинского или служебного долга. | Решение Совета депутатов городского округа город Елец от 22 мая 2018 года № 78 Об учреждении орденского знака «Елец - город воинской славы» ---                  |
|                     | Памятная медаль «Мы из Ельца!»                                                                  | 2018 год            | Памятная медаль «Мы из Ельца!» является общественной наградой учреждённой Елецким городским общественно-патриотическим движением «Мы из Ельца!». Памятной медалью «Мы из Ельца!» награждаются граждане и организации осуществляющие деятельность, способствующую патриотическому воспитанию населения и сохранению исторического наследия города Ельца. | Положение о памятной медали «Мы из Ельца!» --- Информация о награждении...                                                                                       |
|                     | Юбилейный знак «80 лет Елецкой наступательной операции»                                         | 2021 год            | *** | *** |